# Слупниця
Слупниця (пол. Słupnica) — село в Польщі, у гміні Біскупець Новомейського повіту Вармінсько-Мазурського воєводства.
Населення — 335 осіб (2011).
У 1975-1998 роках село належало до Торунського воєводства.

## Демографія
Демографічна структура станом на 31 березня 2011 року:
|          | Загалом | Допрацездатний вік | Працездатний вік | Постпрацездатний вік |
| -------- | ------- | ------------------ | ---------------- | -------------------- |
| Чоловіки | 173     | 39                 | 115              | 19                   |
| Жінки    | 162     | 43                 | 90               | 29                   |
| Разом    | 335     | 82                 | 205              | 48                   |